# Inkrustace (umění)

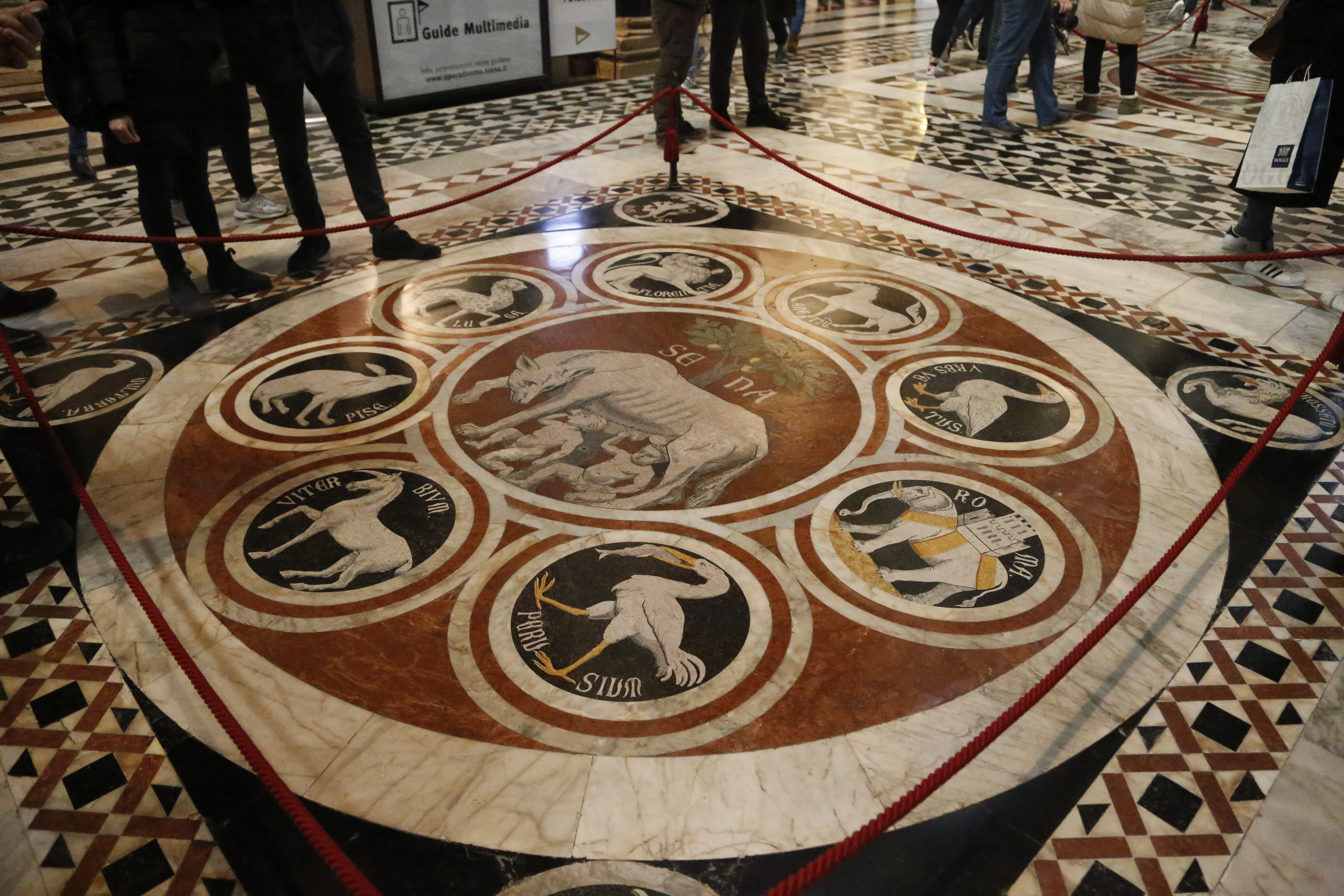
Mramorová bohatě inkrustovaná podlaha katedrály v Sieně

Inkrustace je plošná výzdoba spočívající v kombinaci různých materiálů pokrývajících povrch objektů. Označuje se tak jak výzdoba architektury (povrchy stěn, podlah), tak výzdoba nábytku a dalších výrobků uměleckých řemesel. Pro výzdobu se používá deskových či plochých materiálů jako je dřevo, kámen, polodrahokam, kov apod., které se sesazují do geometrických obrazců nebo obrazových výjevů, případně vyplňování předem připravených otvorů v povrchu plastickým materiálem.
Některé inkrustační techniky mají vlastní pojmenování, zejména:
- intarzie – vykládání různými druhy dřeva (dýhami)
- marketerie – výzdoba kombinací různých materiálů (perleť, želvovina, mosaz apod.)
- niello – prohlubně kovového předmětu jsou vyplněny černou barvou
- taušírování – výzdoba kovového předmětu jiným kovem vtepaným do povrchu